# Qushan (köpinghuvudort i Kina, Zhejiang Sheng, lat 30,45, long 122,28)
Qushan är en köpinghuvudort i Kina. Den ligger i provinsen Zhejiang, i den östra delen av landet, omkring 200 kilometer öster om provinshuvudstaden Hangzhou. Antalet invånare är 53 216. Befolkningen består av 25 667 kvinnor och 27 549 män. Barn under 15 år utgör 10,0 %, vuxna 15-64 år 77 %, och äldre över 65 år 12,0 %.
Runt Qushan är det tätbefolkat, med 636 invånare per kvadratkilometer. Qushan är det största samhället i trakten. 
Genomsnittlig årsnederbörd är 1 673 millimeter. Den regnigaste månaden är juni, med i genomsnitt 332 mm nederbörd, och den torraste är januari, med 48 mm nederbörd.